# Vojtěch Merunka
Vojtěch Merunka (* 13. března 1967 Čáslav) je vysokoškolský učitel, odborník v oblasti objektově orientovaného programování, autor odborných publikací, autor a propagátor jazyka novoslověnština, později spoluautor mezislovanštiny (společně s nizozemským lingvistou Janem van Steenbergenem).

## Biografie
Vojtěch Merunka se narodil v roce 1967 v Čáslavi a po maturitě na místním gymnáziu absolvoval inženýrský obor elektronické počítače na FEL ČVUT v Praze. Je doktorem v oboru zpracování dat a matematického modelování a docentem v oboru informační management. Přednáší softwarové inženýrství na PEF ČZU v Praze a na FJFI ČVUT v Praze.
Vojtěch Merunka je zakladatelem a duchovním otcem mezinárodní konference Objekty, která je pořádána již od roku 1995 a zabývá se problematikou objektově orientovaného programování.
Od roku 2015 je předsedou Slovanské unie.
Ve volbách do Evropského parlamentu v květnu 2019 kandidoval jako nestraník na 8. místě kandidátky hnutí Alternativa pro Českou republiku 2017 (APAČI 2017), ale zvolen nebyl.
Odborně spolupracoval na filmu Václava Marhoula Nabarvené ptáče, který byl roku 2019 nominován na Oscara za nejlepší cizojazyčný film. Částečně je natočen v jím vytvořené mezislovanštině.

## Členství v organizačních výborech konferencí
- Objekty
- Tvorba softwaru